# Оњон
Оњон (фр. Ognon) је река у Француској. Дуга је 214 km. Улива се у Саону. 